# Bahnradsport-Weltmeisterschaften der Junioren

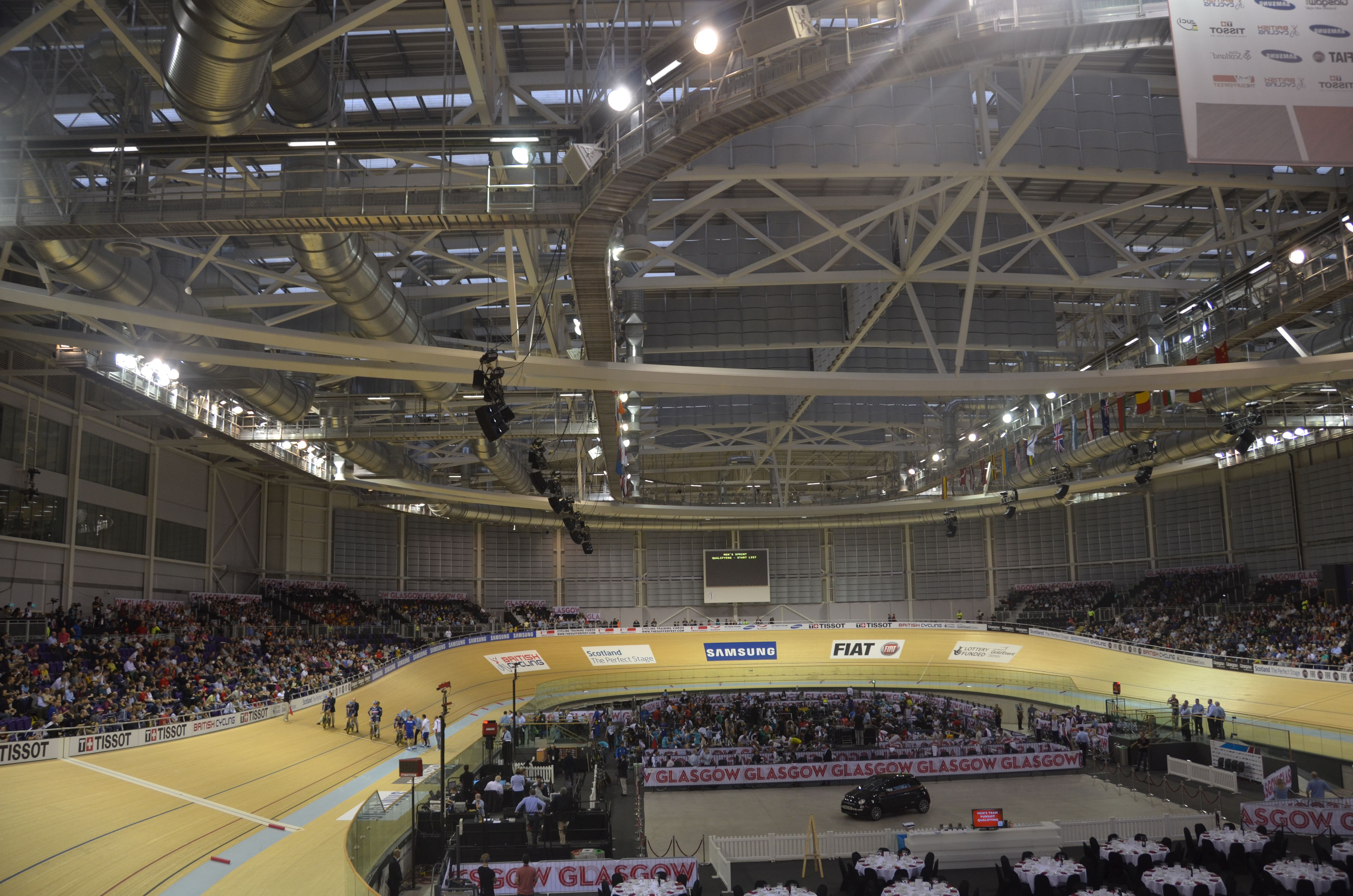
Das Sir Chris Hoy Velodrome, Austragungsort der Junioren-WM im Jahre 2013

Die Bahnradsport-Weltmeisterschaften der Junioren ermitteln die Weltmeister im Bahnradsport für Junioren und seit 1987 auch für Juniorinnen, also Sportler von 17 bis 18 Jahren. Organisator ist der Weltradsportverband Union Cycliste Internationale (UCI).
1973 in München und 1974 in Warschau (POL) fanden Junioren-Europameisterschaften jeweils im Sprint, im Punktefahren und in der 3000-Meter-Einerverfolgung statt, die als Vorläufer der Junioren-Weltmeisterschaften gelten, da auch Nicht-Europäer am Start waren.
Von 1975 bis 1996 wurden Juniorenweltmeisterschaften im Bahn- und Straßenfahren jeweils in einer Region als gemeinsame Veranstaltung ausgetragen. Von 1997 bis 2004 fanden die Junioren-Bahnweltmeisterschaften separat statt. Von 2005 bis 2009 gab es wieder gemeinsame Wettbewerbe auf der Bahn und der Straße. Seit den 2010 werden die Bahnwettbewerbe wieder separat ausgetragen.
Diese Übersicht führt die Ergebnisse ab 2010 auf. Die Resultate von 1975 bis 2009 finden sich unter UCI-Bahn-Weltmeisterschaften der Junioren bis 2009.

## Austragungsorte ab 2010
| Jahr | Land                                | Stadt                               |
| ---- | ----------------------------------- | ----------------------------------- |
| 2010 | Italien                             | Montichiari                         |
| 2011 | Russland                            | Moskau                              |
| 2012 | Neuseeland                          | Invercargill                        |
| 2013 | Großbritannien                      | Glasgow                             |
| 2014 | Südkorea                            | Gwangmyeong/Seoul                   |
| 2015 | Kasachstan                          | Astana                              |
| 2016 | Schweiz                             | Aigle                               |
| 2017 | Italien                             | Montichiari                         |
| 2018 | Schweiz                             | Aigle                               |
| 2019 | Deutschland                         | Frankfurt (Oder)                    |
| 2020 | ausgefallen wegen COVID-19-Pandemie | ausgefallen wegen COVID-19-Pandemie |
| 2021 | Ägypten                             | Kairo                               |
| 2022 | Israel                              | Tel Aviv-Jaffa                      |
| 2023 | Kolumbien                           | Cali                                |
| 2024 | Volksrepublik China                 | Luoyang                             |
| 2025 | Niederlande                         | Apeldoorn                           |
| 2026 | Belgien                             | Heusden-Zolder                      |
| 2027 | Frankreich                          | Haute-Savoie                        |
| 2028 | Paraguay                            | Asunción                            |

## Resultate Männer

### Sprint
| Jahr | Gold                 | Silber             | Bronze            |
| ---- | -------------------- | ------------------ | ----------------- |
| 2010 | Matthew Glaetzer     | Stefan Bötticher   | Maddison Hammond  |
| 2011 | John Paul            | Julien Palma       | Max Niederlag     |
| 2012 | Jacob Schmid         | Harwood Emerson    | Zachary Shaw      |
| 2013 | Svajūnas Jonauskas   | Jeremy Presbury    | Wladislaw Fedin   |
| 2014 | Park Jeo-ne          | Sébastien Vigier   | Braeden Dean      |
| 2015 | Park Jeo-ne          | Jiří Janošek       | Moritz Meißner    |
| 2016 | Bradly Knipe         | Conor Rowley       | Stefan Ritter     |
| 2017 | Rayan Helal          | Dmitri Nesterow    | James Brister     |
| 2018 | Cezary Laczkowski    | Thomas Cornish     | Jakub Stastny     |
| 2019 | Konstantinos Livanos | Esow Alban         | Daan Kool         |
| 2020 | nicht ausgetragen    | nicht ausgetragen  | nicht ausgetragen |
| 2021 | Nikita Kalatschnik   | Willy Weinrich     | Mattia Predomo    |
| 2022 | Mattia Predomo       | Ryan Elliott       | Luca Spiegel      |
| 2023 | Nikita Kirilzew      | Tayte Ryan         | Cole Dempster     |
| 2024 | Tayte Ryan           | Norasetthada Bunma | Choi Tae-hom      |

### Keirin
| Jahr | Gold                 | Silber                                 | Bronze                |
| ---- | -------------------- | -------------------------------------- | --------------------- |
| 2010 | Matthew Glaetzer     | Mauricio Quiroga                       | Matthew Baranoski     |
| 2011 | Julien Palma         | Nikita Schurschin                      | Edgar Verdugo         |
| 2012 | Jacob Schmid         | Emerson Harwood                        | Alexander Dubtschenko |
| 2013 | Sergei Gorlow        | Jaroslav Snasel                        | Alexander Dubtschenko |
| 2014 | Sergei Gorlow        | Benjamin Gil                           | Patryk Rajkowski      |
| 2015 | Derek Radzikiewicz   | Jiří Janošek                           | Moritz Meißner        |
| 2016 | Conor Rowley         | Martin Čechman                         | David Orgambide       |
| 2017 | Pawel Pertschuk      | Daniel Rochna                          | James Brister         |
| 2018 | Jakub Stastny        | Esow Alban                             | Andrei Tschugai       |
| 2019 | Konstantinos Livanos | Sam Gallagher                          | Esow Alban            |
| 2020 | nicht ausgetragen    | nicht ausgetragen                      | nicht ausgetragen     |
| 2021 | Nikita Kalatschnik   | Jakub Malášek                          | Dawid Schekelaschwili |
| 2022 | Mattia Predomo       | Francisco Jaramillo Camacho            | Ayato Abe             |
| 2023 | Nikita Kirilzew      | Francisco Jaramillo Camacho            | Pete-Collin Flemming  |
| 2024 | Fabio Del Medico     | Kanata Takahashi Danijar Schajachmetow |                       |

### 1000-Meter-Zeitfahren
| Jahr | Gold                | Silber                | Bronze                     |
| ---- | ------------------- | --------------------- | -------------------------- |
| 2010 | Bernard Esterhuizen | Julien Palma          | Maddison Hammond           |
| 2011 | Jaron Gardiner      | Benjamin Édelin       | Matthew Baranowski         |
| 2012 | Zachary Shaw        | Dylan Kennett         | Jakub Vyvoda               |
| 2013 | Maximilian Dörnbach | Alexander Dubtschenko | Zachary Shaw               |
| 2014 | Jiří Janošek        | Alexei Nosow          | Muhammad Fadhil Mohd Zonis |
| 2015 | Jiří Janošek        | Alexander Wasjuchno   | Cameron Scott              |
| 2016 | Stefan Ritter       | Bradly Knipe          | Na Jung-gyu                |
| 2017 | Pawel Pertschuk     | Carl Hinze            | Jackson Ogle               |
| 2018 | Thomas Cornish      | Jakub Stastny         | Anton Höhne                |
| 2019 | Tobias Buck-Gramcko | Daan Kool             | Matteo Bianchi             |
| 2020 | nicht ausgetragen   | nicht ausgetragen     | nicht ausgetragen          |
| 2021 | Grigori Skornjakow  | Willy Weinrich        | Kirill Kurdidi             |
| 2022 | Matěj Hytych        | Mattia Predomo        | Minato Nakaishi            |
| 2023 | Tayte Ryan          | Nolan Huysmans        | Iwan Samusew               |
| 2024 | Tayte Ryan          | Henry Hobbs           | Tomas Lamaszewski          |

### Teamsprint
| Jahr | Gold                                                                                    | Silber                                                               | Bronze                                                                         |
| ---- | --------------------------------------------------------------------------------------- | -------------------------------------------------------------------- | ------------------------------------------------------------------------------ |
| 2010 | Frankreich Kévin Guillot Benjamin Édelin Julien Palma                                   | Australien Matthew Glaetzer Jamie Green Maddison Hammond             | Deutschland Stefan Bötticher Philip Hindes Robert Kanter                       |
| 2011 | Deutschland Pascal Ackermann Benjamin König Max Niederlag                               | Frankreich Benjamin Édelin Anthony Jacques Julien Palma              | Russland Wiktor Nenastin Alexander Scharapow Nikita Schurschin                 |
| 2012 | Russland Alexander Dubtschenko Wladislaw Fedin Alexander Scharapow                      | Australien Emerson Harwood Jacob Schmid Zachary Shaw                 | Mexiko Emmanuel Mejia Oliver Valenzuela Edgar Verdugo                          |
| 2013 | Australien Jai Angsuthasawit Patrick Constable Alexander Radzikiewicz                   | Russland Alexander Dubtschenko Wladislaw Fedin Zachary Shaw          | Deutschland Maximilian Dörnbach Jan May Patryk Rahn                            |
| 2014 | Russland Sergei Gorlow Alexei Nosow Sergei Tabolin                                      | Südkorea Jung Jea-hee Seok Hye-yun Son Seong-jin                     | Polen Marcin Czyszczewski Michal Lewandowski Patryk Rajkowski                  |
| 2015 | Russland Sergei Isajew Alexei Nosow Alexander Wasjuchno                                 | Australien Cameron Scott Conor Rowley Derek Radzikiewicz             | Polen Mateusz Miłek Michael Lewandowski Marcin Czyszczewski                    |
| 2016 | Russland Michail Dimitriew Pawel Rostow Dimitri Nesterow                                | Australien Cameron Scott Conor Rowley Harrison Lodge                 | Deutschland Nik Schröter Carl Hinze Felix Zschocke                             |
| 2017 | Russland Daniil Komkow Dimitri Nesterow Pawel Rostow                                    | Deutschland Timo Bichler Elias Edbauer Carl Hinze                    | Polen Cezary Laczkowski Łukasz Kowal Daniel Rochna                             |
| 2018 | Frankreich Florian Grengbo Vincent Yon Titouan Renvoise                                 | Polen Oskar Filipczak Bartosz Kucharski Cezary Laczkowski            | Russland Daniil Komkow Iwan Gladischew Danila Burlakow Michail Smagin          |
| 2019 | Indien Rojit Singh Yanglem Esow Alban Ronaldo Singh Laitonjam Jemsh Singh Keithellakpam | Australien John Trovas Carlos Carisimo Sam Gallagher                 | Großbritannien James Bunting Matti Egglestone Rhys Thomas                      |
| 2020 | nicht ausgetragen                                                                       | nicht ausgetragen                                                    | nicht ausgetragen                                                              |
| 2021 | Russland Bogdan Medenez Dawid Schekelaschwili Nikita Kalatschnik Alexander Popow        | Deutschland Luca Spiegel Paul Groß Willy Weinrich Max-David Briese   | Polen Tomasz Grzesiak Marcin Marciniak Mateusz Przymusinski Radoslaw Laskowski |
| 2022 | Australien Dylan Stanton Ryan Elliott Maxwell Liebeknecht                               | Deutschland Luca Spiegel Torben Osterheld Pete Flemming Danny Werner | Neuseeland Liam Cavanagh Luke Blackwood Jaxson Russell                         |
| 2023 | Deutschland Colin Rudolph Pete Flemming Jakob Vogt                                      | Volksrepublik China Sun Haoran Huang Ruiting Xie Han                 | Belgien Yeno Vingerhoets Tjorven Mertens Nolan Huysmans                        |
| 2024 | Tschechien Kryštof Friedl Jan Pořízek David Peterka                                     | Volksrepublik China Li Ruyi Feng Yusheng Sun Haoran Jing Zhen        | Südkorea Jung Jae-ho Choi Tae-ho Jeong Suck-woo Jeon Woo-ju                    |

### Einerverfolgung
| Jahr | Gold                  | Silber              | Bronze               |
| ---- | --------------------- | ------------------- | -------------------- |
| 2010 | Lasse Norman Hansen   | Dale Parker         | Wiktor Manakow       |
| 2011 | Park Sang-hoon        | Moritz Schaffner    | Jackson Law          |
| 2012 | Tom Bohli             | Dylan Kennett       | Alexander Morgan     |
| 2013 | Zachary Shaw          | Callum Scotson      | Pavel Chursin        |
| 2014 | Ivo Oliveira          | Regan Gough         | Daniel Fitter        |
| 2015 | Leo Appelt            | Daniel Staniszewski | Kelland O’Brien      |
| 2016 | Stefan Bissegger      | Rasmus Pedersen     | Bastian Flicke       |
| 2017 | Johan Price-Pejtersen | Xeno Young          | Lew Gonow            |
| 2018 | Lew Gonow             | Ethan Vernon        | Gleb Syriza          |
| 2019 | Tobias Buck-Gramcko   | Nicolas Heinrich    | Tristan Jussaume     |
| 2020 | nicht ausgetragen     | nicht ausgetragen   | nicht ausgetragen    |
| 2021 | Samuele Bonetto       | Jasper Schröder     | Andrea Violato       |
| 2022 | Carson Mattern        | Theodor Storm       | Ben Felix Jochum     |
| 2023 | Matthew Brennan       | Luca Giaimi         | Wladimir Gontscharow |
| 2024 | Henry Hobbs           | William Holmes      | Alessio Magagnotti   |

### Mannschaftsverfolgung
| Jahr | Gold                                                                                               | Silber                                                                                 | Bronze                                                                                            |
| ---- | -------------------------------------------------------------------------------------------------- | -------------------------------------------------------------------------------------- | ------------------------------------------------------------------------------------------------- |
| 2010 | Australien Jackson Law Edward Bissaker Jordan Kerby Mitchell Lovelock-Fay                          | Großbritannien Sam Harrison Owain Doull Daniel McLay Simon Yates                       | Deutschland Lucas Liß Maximilian Beyer Christopher Muche Kersten Thiele                           |
| 2011 | Australien Jack Cummings Alexander Edmondson Jackson Law Alexander Morgan                          | Russland Roman Iwlew Alexei Ryabkin Andrei Sazanow Evgeny Zateshilov                   | Neuseeland Scott Creighton Alex Frame Fraser Gough Dylan Kennett                                  |
| 2012 | Australien Jack Cummings Evan Hull Alexander Morgan Miles Scotson                                  | Neuseeland Liam Aitcheson Dylan Kennett Hayden McCormick Hamish Schreurs               | Russland Alexei Kurbatow Andrei Sazanow Dimitri Strahow Aidar Sakarin                             |
| 2013 | Australien Jack Edwards Joshua Harrison Callum Scotson Sam Welsford                                | Neuseeland Liam Aitcheson Regan Gough Joshua Haggerty Connor Stead                     | Russland Timor Gizzatullin Sergei Mosin Andrei Prostokschin Dmitri Strachow                       |
| 2014 | Australien Alexander Porter Sam Welsford Callum Scotson Daniel Fitter                              | Kolumbien Jaime Restrepo Wilmar Andres Paredes Julian Cardona Javier Ignacio Montoya   | Neuseeland Regan Gough Nick Kergozou Luke Mudgway Jack Ford                                       |
| 2015 | Australien Rohan Wight Alex Rendell Kelland O’Brien James Robinson                                 | Schweiz Reto Müller Stefan Bissegger Robin Froidevaux Gino Mäder                       | Russland Sergei Rostowzew Dmitri Markow Maxim Piskunow Maxim Suchow                               |
| 2016 | Neuseeland Campbell Stewart Jared Gray Thomas Sexton Connor Brown                                  | Dänemark Rasmus Pedersen Mathias Larsen Julius Kaimer Johansen Kristian Eriksen        | Großbritannien Matt Walls Reece Wood Ethan Hayter Rhys Britton                                    |
| 2017 | Russland Lew Gonow Gleb Syriza Iwan Smirnow Dmitri Muchomedjarow                                   | Dänemark Johan Price-Pejtersen Mathias Larsen Julius Johansen Oliver Wulff Frederiksen | Neuseeland Joshua Scott Corbin Strong Aaron Wyllie Harry Waine                                    |
| 2018 | Neuseeland Corbin Strong George Jackson Finn Fisher-Black Bailey O’Donnell                         | Frankreich Donavan Grondin Nicola Hamon Florian Pardon Kévin Vauquelin                 | Australien Blake Quick Lucas Plapp Matthew Rice Luke Wight                                        |
| 2019 | Deutschland Hannes Wilksch Tobias Buck-Gramcko Nicolas Heinrich Pierre-Pascal Keup Moritz Kretschy | Frankreich Kévin Vauquelin Antonin Corvaisier Clément Petit Florian Pardon             | Russland Iwan Nowolodski Wlas Schitschkin Ilja Schegolkow Jegor Igoschew                          |
| 2020 | nicht ausgetragen                                                                                  | nicht ausgetragen                                                                      | nicht ausgetragen                                                                                 |
| 2021 | Deutschland Benjamin Boos Luis-Joe Lührs Ben Felix Jochum Jasper Schröder Nicolas Zippan           | Italien Bryan Olivo Andrea Violato Lino Colosio Alessio Delle Vedove Samuele Mion      | Russland Daniil Sarakowski Grigori Skornjakow Michail Postornak Mark Krjuschkow Dmitrii Doltsikow |
| 2022 | Italien Renato Favero Alessio Delle Vedove Luca Giaimi Matteo Fiorin Andrea Raccagni Noviero       | Deutschland Tobias Müller Ben Felix Jochum Bruno Kessler Jasper Schröder Leon Arenz    | Neuseeland Kyle Aitken Lewis Johnston Joel Douglas Oliver Watson Palmer Edward Pawson             |
| 2023 | Italien Matteo Fiorin Juan David Sierra Luca Giaimi Renato Favero                                  | Deutschland Bruno Kessler Lui Bengelsdorf Leon Arenz Louis Gentzik                     | Kanada Charles Bergeron Justin Roy Ethan Powell Kaden Colling                                     |
| 2024 | Italien Davide Stella Ares Costa Christian Fantini Alessio Magagnotti Eros Sporzon                 | Frankreich Ellande Larronde Lucas Menanteau Léo Busson Camille Charret                 | Großbritannien Sam Fisher William Salter Henry Hobbs Finlay Tarling                               |

### Scratch
| Jahr | Gold                    | Silber              | Bronze              |
| ---- | ----------------------- | ------------------- | ------------------- |
| 2010 | Pavel Karpenkov         | Bryan Coquard       | Didier Caspers      |
| 2011 | František Sisr          | Mher Mkrtchyan      | Ioannis Spanopoulos |
| 2012 | Anton Musytschkin       | Jordan Parra        | Robert Gainejew     |
| 2013 | Manuel Porzner          | Joshua Haggerty     | Christian Cornejo   |
| 2014 | Sergei Rostowzew        | Mathias Albrechtsen | Rui Filipe Oliveira |
| 2015 | Campbell Stewart        | Yuttana Mano        | Denis Nekrasow      |
| 2016 | Batsaichany Tegschbajar | Daniel Babor        | Moreno Marchetti    |
| 2017 | Daniel Babor            | Filip Prokopyszyn   | Ivan Gabriel Ruiz   |
| 2018 | Park Jooyoung           | Filip Prokopyszyn   | Samuel Thibaud      |
| 2019 | Benjamin Hertz          | Anderson Arboleda   | Jacob Decar         |
| 2020 | nicht ausgetragen       | nicht ausgetragen   | nicht ausgetragen   |
| 2021 | Carson Mattern          | Pascal Tappeiner    | Lorenzo Ursella     |
| 2022 | Dominik Ratajczak       | Daniil Jakowlew     | Žak Eržen           |
| 2023 | Ruslan Kusnezow         | Matthew Brennan     | Conrad Haugsted     |
| 2024 | Lucas Menanteau         | Heimo Fugger        | Nejc Peterlin       |

### Punktefahren
| Jahr | Gold              | Silber                       | Bronze             |
| ---- | ----------------- | ---------------------------- | ------------------ |
| 2010 | Jordan Kerby      | Stéphane Lemoine             | Kirill Sweschnikow |
| 2011 | Domenic Weinstein | Mher Mkrtchyan               | Alex Frame         |
| 2012 | Leung Chun-wing   | Aidar Sakarin                | Christian Cornejo  |
| 2013 | Benjamin Thomas   | Liam Aitcheson               | Ivo Oliveira       |
| 2014 | Regan Gough       | Nikolai Iljitschew           | Edgar Stepanyan    |
| 2015 | Shunsuke Imamura  | Edgar Stepanyan              | Gerben Thijssen    |
| 2016 | Szymon Krawczyk   | Matthew Walls                | Li Wen Chao        |
| 2017 | Oleh Kanaka       | Iwan Gerassimow              | JB Murphy          |
| 2018 | Lucas Plapp       | Filip Prokopyszyn            | Robin Juel Skivild |
| 2019 | Wlas Schitschkin  | Kévin Vauquelin              | Raúl García Pierna |
| 2020 | nicht ausgetragen | nicht ausgetragen            | nicht ausgetragen  |
| 2021 | Dylan Bibic       | Radovan Štec                 | Michail Postornak  |
| 2022 | Bruno Kessler     | Dario Belletta               | Valentyn Kabashnyi |
| 2023 | Ethan Powell      | Juan David Sierra            | Daniil Kasakow     |
| 2024 | Nicolas Aernouts  | Lucca Marques Ferreira Silva | Finlay Tarling     |

### Ausscheidungsfahren
| Jahr | Gold                  | Silber                | Bronze          |
| ---- | --------------------- | --------------------- | --------------- |
| 2021 | Dario Belletta        | Dmitri Dolschikow     | Matyáš Koblížek |
| 2022 | Žak Eržen             | Jhohan Marin          | Matyáš Koblížek |
| 2023 | Ruben Sanchez Cordoba | Matvey Uschakow       | Davide Stella   |
| 2024 | Davide Stella         | Ruben Sanchez Cordoba | Lucas Menanteau |

### Omnium
| Jahr | Gold                 | Silber            | Bronze               |
| ---- | -------------------- | ----------------- | -------------------- |
| 2010 | Bryan Coquard        | Sam Harrison      | Lucas Liß            |
| 2011 | Caleb Ewan           | Roman Iwlew       | Dylan Kennett        |
| 2012 | Fernando Gaviria     | Jonathan Dibben   | Tirian McManus       |
| 2013 | Jack Edwards         | Marc Jurczyk      | Casper Pedersen      |
| 2014 | Casper Pedersen      | Sam Welsford      | Kim Ji-hun           |
| 2015 | Campbell Stewart     | Rohan Wight       | Max Kanter           |
| 2016 | Campbell Stewart     | Tomas Contte      | Julius Johansen      |
| 2017 | Julius Johansen      | Stephen Cuff      | Uladsislau Timoschik |
| 2018 | Donavan Grondin      | Frederik Wandahl  | Blake Quick          |
| 2019 | Laurence Pithie      | Graeme Frislie    | Park Young-kyon      |
| 2020 | nicht ausgetragen    | nicht ausgetragen | nicht ausgetragen    |
| 2021 | Radovan Štec         | Dylan Bibic       | Daniil Walgonen      |
| 2022 | Carson Mattern       | Dominik Ratajczak | Tobias Müller        |
| 2023 | Daniil Jakowlew      | Žak Eržen         | Bruno Kessler        |
| 2024 | Matijs Van Strijthem | Ashlin Barry      | Alexander Hewes      |

### Zweier-Mannschaftsfahren
| Jahr | Gold                                        | Silber                                         | Bronze                                       |
| ---- | ------------------------------------------- | ---------------------------------------------- | -------------------------------------------- |
| 2010 | Großbritannien Simon Yates Daniel McLay     | Russland Roman Iwlew Kirill Sweschnikow        | Frankreich Stéphane Lemoine Yoan Verardo     |
| 2011 | Australien Alexander Edmondson Jackson Law  | Neuseeland Alex Frame Fraser Gough             | Spanien Julio Amores José Romero Alonso      |
| 2012 | Kolumbien Fernando Gaviria Jordan Parra     | Belgien Jonas Rickaert Otto Vergaerde          | Neuseeland Dylan Kennett Hayden McCormick    |
| 2013 | Dänemark Mathias Krigbaum Jonas Poulsen     | Neuseeland Regan Gough Liam Aitcheson          | Australien Joshua Harrison Sam Welsford      |
| 2014 | Neuseeland Regan Gough Luke Mudgway         | Deutschland Marc Jurczyk Manuel Porzner        | Portugal Ivo Oliveira Rui Oliveira           |
| 2015 | Australien Kelland O’Brien Rohan Wight      | Russland Dmitri Markow Maxim Piskunow          | Italien Imerio Cima Carloalberto Giordani    |
| 2016 | Schweiz Marc Hirschi Reto Müller            | Neuseeland Campbell Stewart Thomas Sexton      | Australien Kelland O’Brien Cameron Scott     |
| 2017 | Dänemark Mathias Larsen Julius Johansen     | Russland Lew Gonow Gleb Syriza                 | Australien Isaac Buckell Godfrey Slattery    |
| 2018 | Australien Blake Quick Lucas Plapp          | Russland Lew Gonow Gleb Syriza                 | Dänemark Oliver Frederiksen Matias Malmberg  |
| 2019 | Neuseeland Laurence Pithie Kiaan Watts      | Deutschland Tim Torn Teutenberg Hannes Wilksch | Frankreich Clément Petit Kévin Vauquelin     |
| 2020 | nicht ausgetragen                           | nicht ausgetragen                              | nicht ausgetragen                            |
| 2021 | Russland Daniil Walgonen Grigori Stornjakow | Tschechien Radovan Štec Matyáš Kobližek        | Kanada Dylan Bibic Carson Mattern            |
| 2022 | Tschechien Milan Kadlec Radovan Štec        | Ukraine Walentin Kabaschni Daniil Jakowlew     | Deutschland Bruno Kessler Jasper Schröder    |
| 2023 | Großbritannien Matthew Brennan Ben Wiggins  | Belgien Tom Crabbe Milan Van den Haute         | Italien Matteo Fiorin Juan David Sierra      |
| 2024 | Belgien Nolan Huysmans Matijs Von Strijthem | Italien Davide Stella Eros Sporzon             | Großbritannien William Salter Finlay Tarling |

## Resultate Frauen

### Sprint
| Jahr | Gold                     | Silber              | Bronze                |
| ---- | ------------------------ | ------------------- | --------------------- |
| 2010 | Lee Hye-jin              | Jekaterina Gnidenko | Holly Williams        |
| 2011 | Anastassija Woinowa      | Stephanie McKenzie  | Victoria Williamson   |
| 2012 | Darja Schmeljowa         | Caitlin Ward        | Paige Paterson        |
| 2013 | Dannielle Khan           | Nicky Degrendele    | Melissandre Pain      |
| 2014 | Courtney Field           | Tatjana Kisseljowa  | Nicky Degrendele      |
| 2015 | Emma Hinze               | Courtney Field      | Xenia Bogojawlenskaja |
| 2016 | Pauline Grabosch         | Guo Yufang          | Hetty van de Wouw     |
| 2017 | Mathilde Gros            | Lauren Bate-Lowe    | Lea Sophie Friedrich  |
| 2018 | Lea Sophie Friedrich     | Hu Jiafang          | Nikola Sibiak         |
| 2019 | Alessa-Catriona Pröpster | Nikola Seremak      | Emma Finucane         |
| 2020 | nicht ausgetragen        | nicht ausgetragen   | nicht ausgetragen     |
| 2021 | Alina Lyssenko           | Alla Bilezka        | Julija Golubkowa      |
| 2022 | Clara Schneider          | Kim Chae-yeon       | Julie Nicolaes        |
| 2023 | Jelisaweta Solosobowa    | Stefany Cuadrado    | Luo Xuehuang          |
| 2024 | Stefany Cuadrado         | Georgette Rand      | Luo Shuyan            |

### Keirin
| Jahr | Gold                     | Silber               | Bronze             |
| ---- | ------------------------ | -------------------- | ------------------ |
| 2010 | Ekaterina Gnidenko       | Holly Williams       | Sara Consolati     |
| 2011 | Anastassija Woinowa      | Stephanie McKenzie   | Jennifer Valente   |
| 2012 | Darja Schmeljowa         | Lidija Pluschnikowa  | Jennifer Valente   |
| 2013 | Melissandre Pain         | Dannielle Khan       | Kim Soo-jin        |
| 2014 | Nicky Degrendele         | Courtney Field       | Doreen Heinze      |
| 2015 | Emma Hinze               | Courtney Field       | Sára Kaňkovská     |
| 2016 | Sára Kaňkovská           | Gloria Manzoni       | Guo Yufang         |
| 2017 | Mathilde Gros            | Steffie van der Peet | Kim Hye-su         |
| 2018 | Lea Sophie Friedrich     | Nikola Sibiak        | Jana Tyschtschenko |
| 2019 | Alessa-Catriona Pröpster | Ella Sibley          | Nikola Seremak     |
| 2020 | nicht ausgetragen        | nicht ausgetragen    | nicht ausgetragen  |
| 2021 | Alina Lyssenko           | Clara Schneider      | Alla Bilezka       |
| 2022 | Clara Schneider          | Kim Doye             | Anna Jaborníková   |
| 2023 | Stefany Cuadrado         | Nathalia Martínez    | Caitlin Kelly      |
| 2024 | Stefany Cuadrado         | Makaira Wallace      | Matilde Cenci      |

### 500-Meter-Zeitfahren
| Jahr | Gold                     | Silber                   | Bronze                   |
| ---- | ------------------------ | ------------------------ | ------------------------ |
| 2010 | Lee Hye-jin              | Tania Calvo              | Anastassija Woinowa      |
| 2011 | Anastassija Woinowa      | Victoria Williamson      | Darja Schmeljowa         |
| 2012 | Darja Schmeljowa         | Elis Ligtlee             | Lidija Pluschnikowa      |
| 2013 | Dannielle Khan           | Melissandre Pain         | Tian Beckett             |
| 2014 | Tatjana Kisseljowa       | Courtney Field           | Emma Hinze               |
| 2015 | Pauline Grabosch         | Emma Hinze               | Olivia Podmore           |
| 2016 | Pauline Grabosch         | Guo Yufang               | Kim Soo-hyun             |
| 2017 | Mathilde Gros            | Lea Sophie Friedrich     | Jana Tischtschenko       |
| 2018 | Lea Sophie Friedrich     | Jana Tyschtschenko       | Alessa-Catriona Pröpster |
| 2019 | Taky Marie-Divine Kouamé | Alessa-Catriona Pröpster | Emma Finucane            |
| 2020 | nicht ausgetragen        | nicht ausgetragen        | nicht ausgetragen        |
| 2021 | Alina Lyssenko           | Clara Schneider          | Jelisaweta Bogomolowa    |
| 2022 | Kim Chae-yeon            | Clara Schneider          | Julie Nicolaes           |
| 2023 | Luo Xuehuang             | Jelisaweta Solosobowa    | Jekaterina Jewlanowa     |
| 2024 | Stefany Cuadrado         | Makaira Wallace          | Luo Shuyan               |

### Teamsprint
| Jahr | Gold                                                                                     | Silber                                                                   | Bronze                                                                       |
| ---- | ---------------------------------------------------------------------------------------- | ------------------------------------------------------------------------ | ---------------------------------------------------------------------------- |
| 2010 | Russland Anastassija Woinowa Jekaterina Gnidenko                                         | Neuseeland Stephanie McKenzie Henrietta Mitchell                         | Australien Adele Sylvester Holly Williams                                    |
| 2011 | Russland Darja Schmeljowa Anastassija Woinowa                                            | Australien Tayla Jennings Adele Sylvester                                | Neuseeland Stephenie McKenzie Paige Paterson                                 |
| 2012 | Russland Lidija Pluschnikowa Darja Schmeljowa                                            | Neuseeland Paige Paterson Victoria Steel                                 | Australien Allee Proud Caitlin Ward                                          |
| 2013 | Australien Tian Beckett Tenille Falappi                                                  | Russland Tatjana Kisseljowa Jekaterina Rogowaja                          | Südkorea Jang Yeon-hee Kim Soo-jin                                           |
| 2014 | Deutschland Doreen Heinze Emma Hinze                                                     | Russland Tatjana Kisseljowa Anna Kotsinowa                               | Südkorea Jang Yeon-hee Choi Seul-gi                                          |
| 2015 | Deutschland Pauline Grabosch Emma Hinze                                                  | Neuseeland Emma Cumming Olivia Podmore                                   | Italien Miriam Vece Elena Bissolati                                          |
| 2016 | Neuseeland Emma Cumming Ellesse Andrews                                                  | Italien Gloria Manzoni Martina Fidanza                                   | Volksrepublik China Guo Yufang Chen Shaoyue                                  |
| 2017 | Russland Jana Titschschenko Polina Waschtschenka Xenija Andrejewa                        | Deutschland Lea Sophie Friedrich Emma Götz                               | Großbritannien Laren Bate-Lowe Georgia Hilleard                              |
| 2018 | Deutschland Lea Sophie Friedrich Emma Götz Alessa-Catriona Pröpster                      | Volksrepublik China Lei Min Hu Jiafang                                   | Polen Nikola Seremak Nikola Sibiak                                           |
| 2019 | Volksrepublik China Fan Bingbing Luo Jing Sun Jingye                                     | Deutschland Alessa-Catriona Pröpster Christina Sperlich Katharina Albers | Polen Nikola Seremak Nikola Wielowska                                        |
| 2020 | nicht ausgetragen                                                                        | nicht ausgetragen                                                        | nicht ausgetragen                                                            |
| 2021 | Russland Jelisaweta Bogomolowa Alina Lyssenko Jelisaweta Kretschkina Warwara Blagodarowa | Deutschland Lara-Sophie Jäger Stella Müller Clara Schneider              | Italien Alessia Paccalini Sara Fiorin Valentina Basilico Rebecca Bacchettini |
| 2022 | Deutschland Stella Müller Clara Schneider Lara-Sophie Jäger Bente Lürmann                | Australien Emma Stevens Sophie Marr Tyler Puzicha                        | Tschechien Natálie Mikšaníková Anna Jaborníková Sára Peterková               |
| 2023 | Volksrepublik China Bian Yimin Luo Xuehuang Guo Mengyao                                  | Deutschland Bente Lürmann Anastasia Kuniß Anne Slosharek                 | Italien Carola Ratti Beatrice Bertolini Asia Sgaravato                       |
| 2024 | Volksrepublik China Lu Minying Luo Shuyan Shi Yi Wang Rongrong                           | Neuseeland Riley Faulkner Jodie Blackwood Caitlin Kelly                  | Italien Siria Trevisan Matilde Cenci Chantal Pegolo                          |

### Einerverfolgung
| Jahr | Gold                | Silber              | Bronze                    |
| ---- | ------------------- | ------------------- | ------------------------- |
| 2010 | Amy Cure            | Laura Trott         | Marlies Mejías            |
| 2011 | Mieke Kröger        | Georgia Williams    | Alexandra Tschekina       |
| 2012 | Kelsey Robson       | Elinor Barker       | Natalja Moscharowa        |
| 2013 | Lauren Perry        | Natalja Moscharowa  | Josie Talbot              |
| 2014 | Alexandra Manly     | Lisa Klein          | Josie Talbot              |
| 2015 | Justyna Kaczkowska  | Marion Borras       | Madeleine Park            |
| 2016 | Marija Nowolodskaja | Jade Haines         | Ellesse Andrews           |
| 2017 | Ellesse Andrews     | Letizia Paternoster | Elena Pirrone             |
| 2018 | Vittoria Guazzini   | Darja Malkowa       | Sophie Edwards            |
| 2019 | Ally Wollaston      | Elynor Bäckstedt    | Lara Gillespie            |
| 2020 | nicht ausgetragen   | nicht ausgetragen   | nicht ausgetragen         |
| 2021 | Alina Moissejewa    | Bénédicte Ollier    | Franzi Arendt             |
| 2022 | Federica Venturelli | Isabel Sharp        | Lara Lallemant            |
| 2023 | Federica Venturelli | Juliana Londoño     | Felicity Wilson-Haffenden |
| 2024 | Carys Lloyd         | Lilyth Jones        | Melanie Dupin             |

### Mannschaftsverfolgung
| Jahr | Gold                                                                                         | Silber                                                                                              | Bronze                                                                                   |
| ---- | -------------------------------------------------------------------------------------------- | --------------------------------------------------------------------------------------------------- | ---------------------------------------------------------------------------------------- |
| 2010 | Australien Amy Cure Isabella King Michaela Anderson                                          | Neuseeland Elizabeth Steel Alexandra Neems Georgia Williams                                         | Niederlande Laura van der Kamp Claudia Koster Kelly Markus                               |
| 2011 | Australien Georgia Baker Taylah Jennings Emily Roper                                         | Russland Alina Bondarenko Alexandra Tschekina Swetlana Kaschirina                                   | Italien Beatrice Bartelloni Maria Giulia Confalonieri Chiara Vannucci                    |
| 2012 | Australien Georgia Baker Taylah Jennings Kelsey Robson                                       | Neuseeland Cassie Cameron Alysha Keith Racquel Sheath                                               | Großbritannien Elinor Barker Hayley Jones Amy Roberts                                    |
| 2013 | Großbritannien Amy Hill Hayley Jones Emily Kay Emily Nelson                                  | Russland Anastassija Butschnewa Marija Kanzyber Natalja Moscharewa Swetlana Wassiljewa              | Australien Lauren Perry Kelsey Robson Macey Stewart Elissa Wundersitz                    |
| 2014 | Australien Macey Stewart Alexandra Manly Josie Talbot Danielle McKinnirey                    | Italien Martina Alzini Claudia Cretti Maria Vittoria Sperotto Daniela Magnetto Allietta             | Neuseeland Holly Edmondston Bryony Botha Holly White Nina Wollaston                      |
| 2015 | Neuseeland Bryony Botha Michaela Drummond Madeleine Park Holly White                         | Australien Danielle McKinnirey Nicola Macdonald Chloe Moran Brooke Tucker                           | Japan Yūmi Kajihara Kie Furuyama Yuya Hashimoto Nao Suzuki                               |
| 2016 | Italien Elisa Balsamo Chiara Consonni Letizia Paternoster Martina Stefani                    | Neuseeland Michaela Drummond Emily Shearman Kate Smith Nicole Shields                               | Frankreich Pauline Clouard Typhaine Laurence Clara Copponi Valentine Fortin              |
| 2017 | Italien Martina Fidanza Chiara Consonni Letizia Paternoster Vittoria Guazzini                | Neuseeland Ellesse Andrews Nicole Shields Kate Smith Emily Shearman                                 | Frankreich Laura da Cruz Clara Copponi Marie Le Net Valentine Fortin                     |
| 2018 | Italien Vittoria Guazzini Silvia Zanardi Giorgia Catarzi Sofia Collinelli Gloria Scarsi      | Neuseeland Ally Wollaston Annamarie Lipp Samantha Donnelly McKenzie Milne                           | Großbritannien Ellie Russell Pfeifer Georgi Elynor Bäckstedt Ella Barnwell               |
| 2019 | Italien Giorgia Catarzi Camilla Alessio Eleonora Gasparrini Sofia Collinelli Matilde Vitillo | Neuseeland Emily Paterson Mckenzie Milne Ally Wollaston Samantha Donnelly                           | Großbritannien Elynor Bäckstedt Sophie Lewis Eluned King Ella Barnwell                   |
| 2020 | nicht ausgetragen                                                                            | nicht ausgetragen                                                                                   | nicht ausgetragen                                                                        |
| 2021 | Russland Aljona Iwantschenko Alena Moissejewa Walerija Walgonen Inna Abaidullina             | Frankreich Bénédicte Ollier Flavie Boulais Jade Labastugue Lara Lallemant Doriane Kaufmann          | Polen Olga Wankiewicz Maja Tracka Wiktoria Milda Tamara Szalinska Anna Długaś            |
| 2022 | Frankreich Clémence Chéreau Aurore Pernollet Heidi Gaugain Lara Lallemant                    | Italien Martina Sanfilippo Federica Venturelli Francesca Pellegrini Valentina Zanzi Vittoria Grassi | Deutschland Justyna Czapla Magdalena Fuchs Seána Littbarski-Gray Hannah Kunz Jette Simon |
| 2023 | Frankreich Clémence Chereau Léane Tabu Melanie Lupin Léonie Mahieu                           | Italien Federica Venturelli Alice Toniolli Valentina Zanzi Vittoria Grassi                          | Australien Lauren Bates Keira Will Sally Carter Nicole Duncan                            |
| 2024 | Großbritannien Cat Ferguson Imogen Wolff Erin Boothman Carys Lloyd                           | Frankreich Elina Cabot Melanie Dupin Léane Tabu Violette Demay                                      | Italien Linda Sanarini Arianna Giordani Irma Siri Asia Sgaravato Virginia Iaccarino      |

### Scratch
| Jahr | Gold              | Silber                      | Bronze                   |
| ---- | ----------------- | --------------------------- | ------------------------ |
| 2010 | Amy Cure          | Harriet Owen                | Elena Cecchini           |
| 2011 | Jennifer Valente  | Georgia Baker               | Cassie Cameron           |
| 2012 | Georgia Baker     | Sophie Williamson           | Shana Dalving            |
| 2013 | Jessica Parra     | Kinley Gibson               | Amalie Dideriksen        |
| 2014 | Amalie Dideriksen | Soline Lamboley             | Josie Talbot             |
| 2015 | Elisa Balsamo     | Justyna Kaczkowska          | Nicola Macdonald         |
| 2016 | Rebecca Raybould  | Devaney Collier             | Kristina Clonan          |
| 2017 | Martina Fidanza   | Mylène de Zoete             | Alexandra Martin-Wallace |
| 2018 | Shin Jieun        | Marta Jaskulska             | Katharina Hechler        |
| 2019 | Ella Sibley       | Catalina Anais Soto Campos  | Ella Barnwell            |
| 2020 | nicht ausgetragen | nicht ausgetragen           | nicht ausgetragen        |
| 2021 | Jette Simon       | Marith Vanhove              | Valentina Basilico       |
| 2022 | Maja Tracka       | Chloe Patrick               | Anna Kolyzhuk            |
| 2023 | Nicole Duncan     | Anita Baima                 | Laerke Expeels           |
| 2024 | Nicole Duncan     | Valentina Ferreyra Beltramo | Chantal Pegolo           |

### Punktefahren
| Jahr | Gold                      | Silber                 | Bronze            |
| ---- | ------------------------- | ---------------------- | ----------------- |
| 2010 | Julie Leth                | Laura Trott            | Gloria Rodriguez  |
| 2011 | Maria Giulia Confalonieri | Ingrid Drexel          | Sophie Williamson |
| 2012 | Taylah Jennings           | Sophie Williamson      | Amy Roberts       |
| 2013 | Arianna Fidanza           | Elissa Wundersitz      | Amy Roberts       |
| 2014 | Camila Valbuena           | Yūmi Kajihara          | Josie Talbot      |
| 2015 | Daria Pikulik             | Yūmi Kajihara          | Kristina Selina   |
| 2016 | Letizia Paternoster       | Jessica Roberts        | Wiktoria Pikulik  |
| 2017 | Maggie Coles-Lyster       | Marija Nowolodskaja    | Chiara Consonni   |
| 2018 | Silvia Zanardi            | Sarah Gigante          | Shari Bossuyt     |
| 2019 | Tsuyaka Uchinio           | Waleria Golajewa       | Yareli Acevedo    |
| 2020 | nicht ausgetragen         | nicht ausgetragen      | nicht ausgetragen |
| 2021 | Aljona Iwantschenko       | Valentina Basilico     | Kaia Schmid       |
| 2022 | Heidi Gaugain             | Chloe Patrick          | Anna Kolyzhuk     |
| 2023 | Melanie Dupin             | Isabel Sharp           | Valentina Zanzi   |
| 2024 | Imogen Wolff              | Izaro Etxarri Aranburu | Judith Rottmann   |

### Ausscheidungsfahren
| Jahr | Gold              | Silber               | Bronze           |
| ---- | ----------------- | -------------------- | ---------------- |
| 2021 | Kaia Schmid       | Lana Eberle          | Gabriela Bártová |
| 2022 | Barbora Němcová   | Anna Kolyzhuk        | Isabel Sharp     |
| 2023 | Anita Baima       | Isabel Sharp         | Ayana Mizutani   |
| 2024 | Messane Bräutigam | Gabriela Kaczmarczyk | Anita Baima      |

### Omnium
| Jahr | Gold                | Silber              | Bronze              |
| ---- | ------------------- | ------------------- | ------------------- |
| 2010 | Laura Trott         | Isabella King       | Coryn Rivera        |
| 2011 | Taylah Jennings     | Alina Bondarenko    | Ingrid Drexel       |
| 2012 | Taylah Jennings     | Elinor Barker       | Racquel Sheath      |
| 2013 | Anna Knauer         | Soline Lamboley     | Emily Kay           |
| 2014 | Macey Stewart       | Martina Alzini      | Soline Lamboley     |
| 2015 | Danielle McKinnirey | Daria Pikulik       | Martina Alzini      |
| 2016 | Elisa Balsamo       | Michaela Drummond   | Maggie Coles-Lyster |
| 2017 | Letizia Paternoster | Maggie Coles-Lyster | Mylène de Zoete     |
| 2018 | Vittoria Guazzini   | Darja Malkowa       | Marta Jaskulska     |
| 2019 | Megan Jastrab       | Eleonora Gasparrini | Ella Barnwell       |
| 2020 | nicht ausgetragen   | nicht ausgetragen   | nicht ausgetragen   |
| 2021 | Inna Abaidullina    | Kaia Schmid         | Valentina Basilico  |
| 2022 | Maja Tracka         | Aurore Pernollet    | Grace Lister        |
| 2023 | Juliana Londoño     | Clémence Chereau    | Hélène Hesters      |
| 2024 | Cat Ferguson        | Nicole Duncan       | Adelina Sakun       |

### Zweier-Mannschaftsfahren
| Jahr | Gold                                          | Silber                                        | Bronze                                            |
| ---- | --------------------------------------------- | --------------------------------------------- | ------------------------------------------------- |
| 2017 | Italien Chiara Consonni Letizia Paternoster   | Russland Marija Nowolodskaja Darja Malkowa    | Frankreich Marie Le Net Valentine Fortin          |
| 2018 | Frankreich Victoire Berteau Marie Le Net      | Russland Darja Malkowa Marija Miljajewa       | Australien Alexandra Martin-Wallace Alice Culling |
| 2019 | Vereinigte Staaten Zoe Ta-Perez Megan Jastrab | Großbritannien Sophie Lewis Elynor Bäckstedt  | Russland Walerija Golajewa Marija Miljajewa       |
| 2020 | nicht ausgetragen                             | nicht ausgetragen                             | nicht ausgetragen                                 |
| 2021 | Russland Inna Abaidullina Aljona Iwantschenko | Frankreich Jade Labastugue Bénédicte Ollier   | Niederlande Yuli van der Molen Nienke Veenhoven   |
| 2022 | Großbritannien Grace Lister Zoe Bäckstedt     | Japan Maho Kakita Mizuki Ikeda                | Niederlande Babette van der Wolf Nienke Veenhoven |
| 2023 | Italien Federica Venturelli Vittoria Grassi   | Australien Keira Will Nicole Duncan           | Tschechien Adéla Marková Patricie Müllerová       |
| 2024 | Großbritannien Erin Boothman Carys Lloyd      | Deutschland Messane Bräutigam Judith Rottmann | Italien Anita Baima Linda Sanarini                |